# Ca de Jaumot
Ca de Jaumot és una casa barroca del Pont de Suert (Alta Ribagorça) protegida com a Bé Cultural d'Interès Local.

## Descripció
Ca de Jaumot és un edifici singular situat al carrer Major al nucli antic del Pont de Suert. L'edifici té planta baixa, dos pisos i golfes. La coberta és de fusta i teula.
La façana de l'edifici presenta una distribució simètrica: tres balcons a cada pis. A les golfes hi ha tres òculs. A banda de la façana, destaca l'escala principal de mides considerables i coronada per un cimbori de grans dimensions que li dona llum. Al bell mig de la planta noble hi ha un altre petit cimbori.
Ca de Jaumot és un dels un dels únics exemples de casa-palau conservats gairebé intactes a la zona del Pirineu.
A la planta baixa, amb entrada al carrer Major hi ha l'antic celler i un espai on s'ubicava la primera farmàcia que hi va haver a la vila. La planta noble fou ampliada antigament amb l'agregació d'una casa veïna, anomenada Casa Espanyol. D'aquesta manera s'afegia una zona de serveis a la planta baixa: forn de pa, paller i corrals.